# Ciclismo utilitário

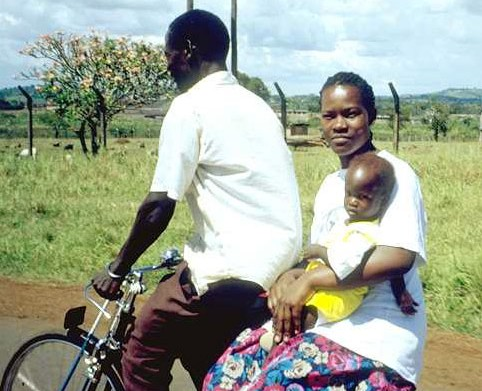
Bicicleta-táxi em Uganda, chamada bodaboda

Ciclismo utilitário compreende qualquer ciclismo que não seja primariamente praticado para fins de exercício físico, de recreação (tal como no cicloturismo), ou de esporte, mas simplesmente como um meio de transporte. É o tipo de ciclismo mais comum em todo o mundo. Estima-se que a cidade chinesa de Pequim sozinha tem 4.000.000 de bicicletas em uso (tem-se estimado que na década de 1980 havia aproximadamente 500.000.000 de ciclistas na China). Por volta do ano 2000, havia 80.000.000 de bicicletas estimadas no Japão, responsáveis por 17% dos deslocamentos diários a trabalho.
O ciclismo utilitário ou “transportacional” geralmente envolve deslocamentos a curta e média distância. Inclui ida ao trabalho, ida à escola, colégio ou faculdade, transmissão de mensagens, entrega de bens ou serviços. Em cidades, o mensageiro de bicicleta é uma figura familiar, e bicicletas de carga são capazes de competir com o caminhão e com a van, particularmente onde entregas muito pequenas são necessárias e especialmente em áreas congestionadas. Cicloriquixás também podem fornecer um serviço de transporte público como ônibus ou táxis. A frota brasileira de bicicletas é estimada em 60.000.000 de unidades, segundo dados da Associação Brasileira dos Fabricantes de Motocicletas, Ciclomotores, Motonetas, Bicicletas e Similares (Abraciclo). Estima-se que 53% dessa frota é usada como transporte, na prática do ciclismo utilitário.
Considera-se que o ciclismo utilitário tem vários benefícios sociais, econômicos e ambientais. Políticas públicas que incentivam o ciclismo utilitário têm sido propostas e implementadas por razões que incluem: melhorias na saúde pública, redução de congestionamentos de tráfego e da poluição do ar, melhoria da segurança de tráfego, melhoria da qualidade de vida, melhoria da mobilidade e também da inclusão social, e benefícios para o desenvolvimento infantil.

## A bicicleta e o equipamento do ciclista

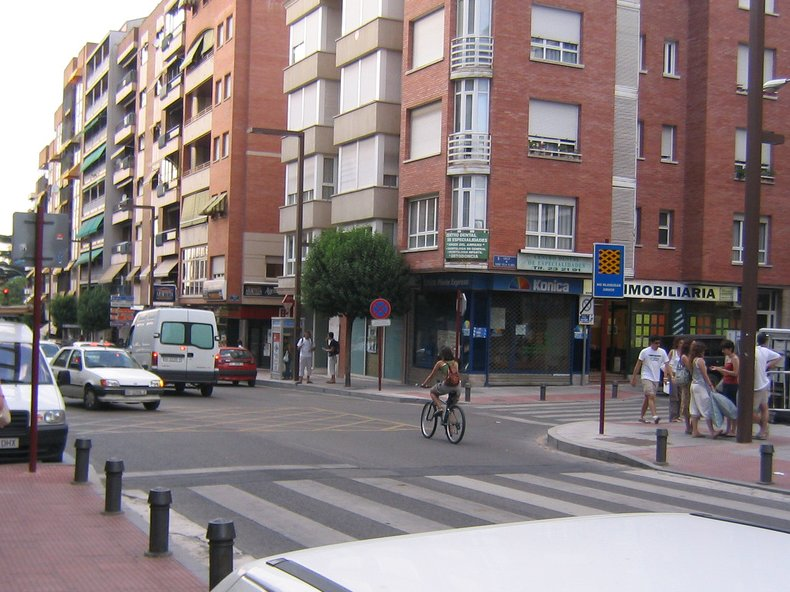
Ciclista urbano em Guadalajara, Espanha

Bicicletas utilitárias têm vários acessórios para melhorar seu uso e conforto. Protetores de corrente e pára-lamas protegem roupas e partes móveis de óleo e spray. Hastes de apoio rápido recolhíveis que ajudam a estacionar. Cestas frontais de vime ou metálicas, para o transporte de pequenos objetos são muito usadas. Bagageiros traseiros (en:luggage carrier) podem ser usados para carregar itens tais como mochilas escolares. Alforjes ou bagageiros especiais (incluindo sacolas impermeáveis) permitem o transporte de coisas e são úteis para fazer compras. Os pais às vezes adicionam assentos ou selins auxiliares traseiros fixados na estrutura para transportar crianças. Carrinhos de vários tipos e capacidades de cargas podem ser rebocados, possibilitando grande aumento da capacidade de transporte. Em muitos locais as bicicletas precisam circular com uma campainha, refletores e, à noite, luzes dianteira e traseira. Um colete ou faixa refletiva ou fluorescente pode ser muito útil para jornadas noturnas, embora não sejam alternativas para atender uma eventual exigência legal de iluminação, existente em alguns países ou estados. Uma capa de proteção contra chuva é geralmente uma parte essencial do vestuário do ciclista, especialmente em países com alto índice pluviométrico.

## Fatores que influenciam os níveis do ciclismo utilitário
Muitos distintos fatores combinam-se para influenciar os níveis do ciclismo utilitário. Em economias em desenvolvimento, uma grande quantidade de ciclismo utilitário pode ser vista simplesmente porque a bicicleta é a forma mais disponível de transporte veicular ao alcance de muitas pessoas. Em países ricos, onde as pessoas podem ter a escolha por diferentes tipos de transporte, uma complexa interação de outros fatores influencia o nível de uso da bicicleta. Os fatores que afetam os níveis do ciclismo podem incluir: planejamento urbano (o que inclui a qualidade da infra-estrutura cicloviária, amistosa ou hostil ao ciclista), facilidades no destino (particularmente estacionamento seguro), política de varejo, imagem pública do ciclismo, integração com outros modos de transporte, desenvolvimento das habilidades ciclísticas, topografia (terreno montanhoso ou plano), e o clima. Em países desenvolvidos o ciclismo tem que competir com, e trabalhar com, modos alternativos de transporte: caminhada, transportes públicos de várias modalidades, e o usualmente dominante carro privado. Em razão disso, os níveis de uso da bicicleta não são influenciados apenas pela atratividade do ciclismo somente, mas também por aquilo que torna os modos concorrentes mais ou menos atrativos.
Em países desenvolvidos com altos níveis de ciclismo utilitário, os ciclistas tendem a cumprir trajetos relativamente curtos. Segundo o censo Irlandês de 1996, mais de 55% dos ciclistas viajavam 4,8 km ou menos, 27% 8 km ou menos e somente 17% viajavam mais de 8 km no seu deslocamento diário. Pode ser argumentado que aqueles fatores que influenciam diretamente a distância da viagem ou o tempo de jornada estão entre os mais importantes em tornar o ciclismo um modo competitivo de transporte. A taxa de propriedade de carro também podem ser influente. Em Nova Iorque, mais da metade dos sustentadores de famílias não possuem carro (número ainda maior em Manhattan, acima de 75%), e os modos de deslocamento a pé ou de bicicleta são responsáveis por 21% de todos os modos de viagem na cidade.
Decisões tomadas por vários níveis de governo, assim como de grupos locais, associações de moradores, públicas e de empregadores do setor privado, podem todas ter um impacto sobre a chamada “escolha de modalidade” ou distribuição modal do transporte diário. Em alguns casos vários fatores podem ser manipulados de modo a deliberadamente perseguir o encorajamento ou desencorajamento dos modos incluindo o ciclismo.
A Liga de Ciclistas Americanos (en:League of American Bicyclists) instituiu um conjunto de 5 critérios para avaliação do quão amistosa é uma cidade para as bicicletas. Esses critérios são classificados segundo categorias de Engenharia, Encorajamento, Avaliação e Planejamento, Educação, Fiscalização.

### Planejamento urbano
A distância da viagem e tempo de jornada são indicados como os principais fatores que afetam o uso do ciclismo [carece de fontes?]. Portanto, o planejamento e o plano diretor da cidade podem ter um impacto fundamental na decisão sobre se os destinos principais, escolas, centros comerciais, colégios, clínicas de saúde, intercâmbio de transporte público, permanecem dentro de uma distância ciclável razoável da área onde as pessoas moram [carece de fontes?]. O formato urbano pode influir nessas questões de deslocamento, com padrões de assentamento circulares e compactos tendendo a promover o ciclismo. Alternativamente, padrão de assentamento de baixa densidade, não-circular (i.e., linear), característico da expansão urbana desordenada, tende a desencorajar o uso da bicicleta. Em 1990, a Holanda adotou os princípios “ABC”, para manter os atrativos das localizações facilmente acessíveis por usuários sem carro.

### Infraestrutura cicloviária

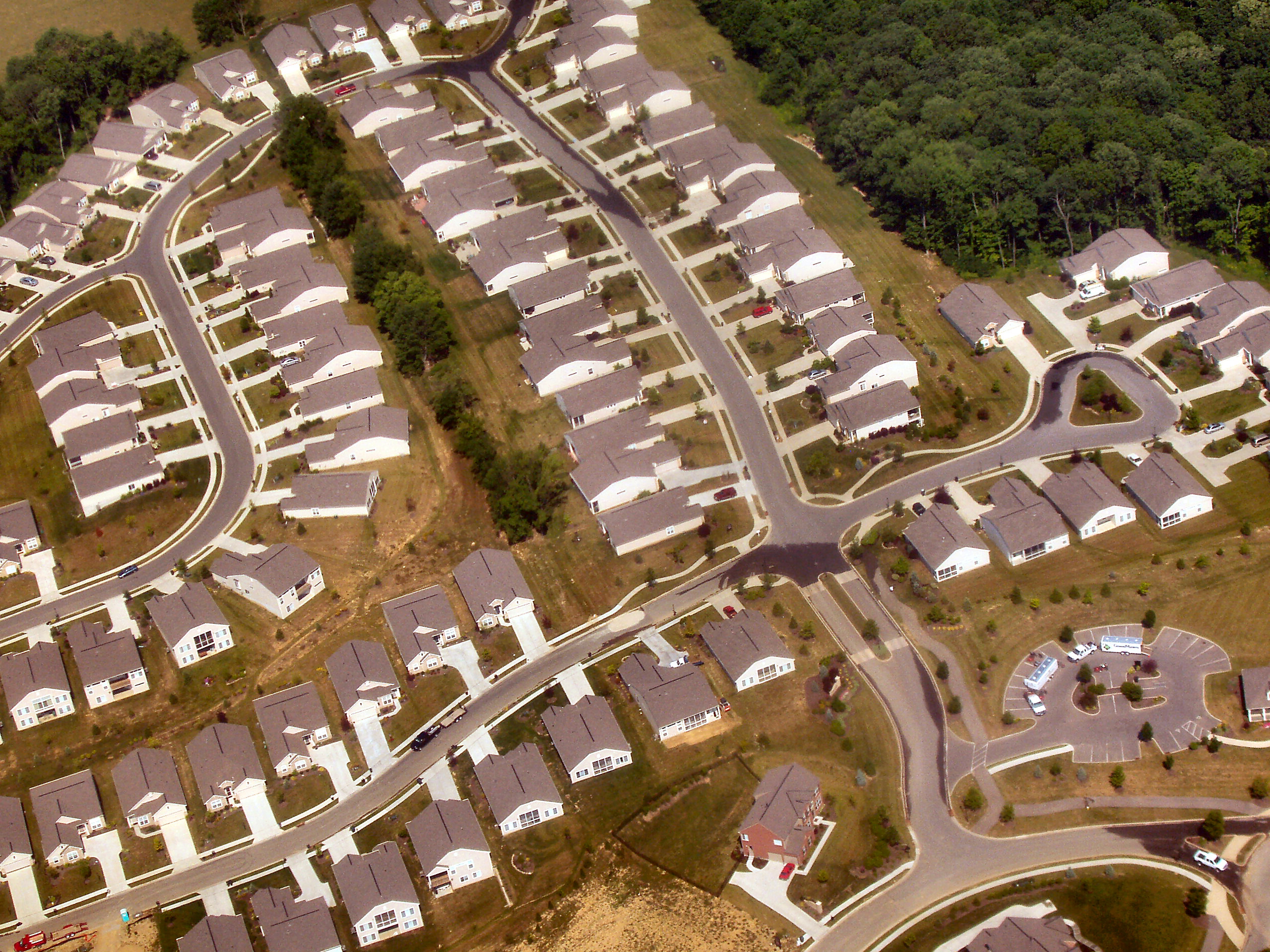
Estilo Norte-Americano de assentamento urbano

A infra-estrutura cicloviária compreende todas as vias públicas disponíveis para os ciclistas se deslocarem de um destino a outro. Isto inclui a mesma rede de vias públicas que são usadas por motoristas de veículos motorizados menos aquelas rodovias das quais os ciclistas foram banidos (mais freeways) e mais rotas adicionais que não são próprias para o tráfego motorizado, tais como ciclovias e (em algumas jurisdições) as calçadas.
A maneira pela qual a rede de vias públicas é projetada, construída e mantida pode ter um efeito significante na utilidade e segurança do ciclismo como uma forma de transporte. A principal questão é se a rede cicloviária provê os usuários com rotas diretas e convenientes, que minimizem esforços e retardamentos desnecessários para alcançar os principais destinos. Arranjos que provêm uma densa rede de vias consistente de ruas interconectadas tenderão a ser ambientes viáveis para o ciclismo utilitário.
Em contraste, outras comunidades podem usar um modelo de condomínio de prédios/subdivisão residencial, de ruas com uma única entrada/saída, onde ruas pequenas são desconectadas e somente alimentam uma hierarquia de ruas progressivamente mais arteriais. É arguído que tais comunidades desencorajam o ciclismo pela imposição de voltas desnecessárias que forçam todos os ciclistas a usar ruas arteriais ocupadas e perigosas para todas as viagens, independentemente da destinação ou finalidade. Há evidências de que pessoas que vivem em tais condomínios são mais pesadas do que as pessoas que vivem onde caminhar e andar de bicicleta é mais conveniente. Também há relatos de que o tráfego motorizado extra gerado por tais comunidades geram tendências de aumento da taxa geral de acidentes per capita. Projetos que propõem -se a resolver a contradição entre grandes condomínios e a rede interconectada tradicional, tal como em Fused Grid ( ) foram construídos, obtendo variados níveis de sucesso.
Aspectos da infra-estrutura cicloviária podem ser vistos tanto como hostis ou amistosas para com o ciclista. Em geral, infra-estruturas viárias baseadas na prioridade à motorização e tentando criar um estado de fluxo constante para carros tenderão a ser hostis aos não usuários de carros. Em 1996, o Clube de Turismo Britânico e o Instituto para Rodovias e Transportes juntamente produziram o documento Infra-estrutura propícia ao ciclismo: diretrizes para planejamento e projeto. Ele define uma hierarquia de medidas para promoção do ciclismo no qual a meta é converter uma infra-estrutura viária mais ou menos hostil ao ciclista em uma que encoraje e facilite o uso da bicicleta.
Hierarquia britânica de fatores
1. Reduzir o tráfego. Os níveis de tráfego, particularmente de veículos pesados, podem ser reduzidos?
2. Acalmar o tráfego. A velocidade do tráfego pode ser reduzida e o comportamento do motorista ser modificado?
3. Tratamento de junções e administração do tráfego. Estas medidas incluem:
  - Sistemas de controle de tráfego urbano projetados para reconhecer ciclistas e dar-lhes prioridade.
  - Dispensar os ciclistas de fazer voltas desnecessárias e de restrições de acessos.
  - Prover ciclofaixas contrafluxo em ruas de sentido único.
  - Restringir estacionamento na rua.
  - Fazer linhas avançadas de parada para ciclistas em sinais de tráfego (bike box).
  - Alteração de junções, sinalização de rotatórias, projeto de junções amistoso para bicicletas.
4. Redistribuição da via carroçável – tal como marcar guias largas ou compartilhar vias de ônibus e ciclofaixas.
5. Ciclofaixas e caminhos cicláveis. Considerando todo o anterior, quais caminhos cicláveis ou ciclofaixas são considerados necessários?

#### Redução do tráfego
Remover tráfego pode ser conseguido por desvio direto ou por redução, alternativamente. Desvio envolve direcionar o tráfego pesado para fora das ruas usadas por alto número de ciclistas e pedestres. Exemplos de desvio incluem a construção de passagens arteriais e anéis viários em torno de centros urbanos.
A redução do tráfego envolve métodos diretos ou indiretos. Os métodos indiretos envolvem reduzir a capacidade da infra-estrutura dedicada ao deslocamento ou à guarda de carros. Isto pode envolver a redução do números de pistas para carros, fechamento de pontes para tráfego motorizado e criação de zonas restritivas a veículos ou células de tráfego ambiental. Nos anos 1970 a cidade holandesa de Delft começou a restringir o tráfego de carros privados pelo centro da cidade. Da mesma forma, Groningen é dividida em 4 setores que não podem ser cruzadas por tráfego motorizado privado (carros particulares têm que usar o anel viário). Ciclistas e outros trafegantes podem passar entre as zonas e os ciclistas constituem mais de 50% das viagens em Groningen (a qual é reputada ter a terceira mais alta proporção de tráfego de bicicletas). A cidade sueca de Gotemburgo usa um sistema similar de células de tráfego.
Reduzir a capacidade de estacionamento é um método associado. Iniciando nos anos 1970, a cidade de Copenhagem, que hoje é notada por altos níveis de ciclismo, adotou uma política de redução anual da capacidade disponível de estacionamento de carros. A cidade de Amsterdam, onde em torno de 40% de todas as viagens são por bicicleta, adotou política similar de redução de estacionamento nos anos 80 e 90.
Métodos de redução direta do tráfego podem envolver simples proibição ou métodos menos drásticos, como pedágio ou rodízio. A taxa de congestionamento de Londres resultou em significativo aumento no uso da bicicleta na área afetada.

#### Redução de velocidade

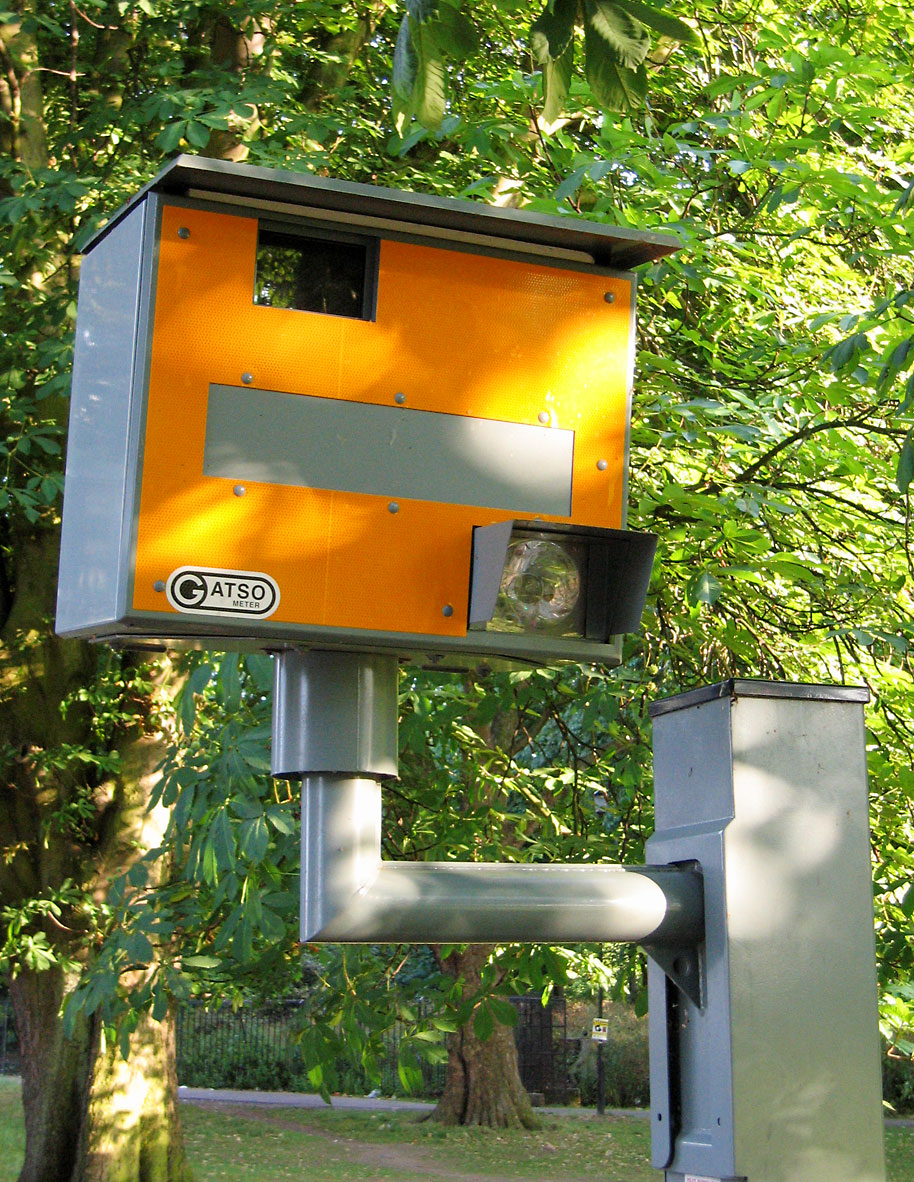
Radar de velocidade no Reino Unido

Alguns especialistas em ciclismo argumentam pela colocação de restrições diretas à velocidade dos veículos motorizados e performance de aceleração. Entretanto, a redução da velocidade tem tradicionalmente sido tentada por educação, fiscalização, ou engenharia de vias. Educação pode significar campanhas públicas ou treinamento direcionado de usuários de vias. Fiscalização neste contexto significa fiscalizar os limites de velocidade. As técnicas de fiscalização do limite de velocidade incluem ação policial direta, sistemas automáticos como câmeras de velocidade ou sinais ativados por veículos ou sinaleiras ativadas quando o tráfego excede a um pré-definido limiar de velocidade. Adicionalmente à fiscalização dos limites padrões de velocidade é argumentado que limites de 30 km/h e menos são mais apropriados para vias urbanas com tráfego misto. A cidade austríaca de Graz atingiu um crescimento estável do ciclismo e tem aplicado limites de 30 km/h a 75% das suas ruas desde 1994. Um relatório da União Europeia sobre promoção da caminhada e ciclismo especifica como uma de suas principais medidas o controle de velocidade amplo com base em câmeras usando principalmente equipamento móvel em pontos inesperados. Os Países Baixos têm uma estivativa de 1500 instalações de câmeras de velocidade/sinal vermelho e estabeleceu um alvo de 30 km/h em 70% das vias urbanas. Em contraste, o recente uso no Reino Unido de um substancial número de câmeras de velocidade visíveis primariamente fixadas em rotas arteriais têm tido um impacto questionável no comportamento geral do motorista e tem sido acompanhado de um decréscimo de circulação de bicicletas. Medidas de Engenharia envolvem alterar fisicamente o leiaute ou aparência das vias para ativa ou passivamente acalmar o tráfego. Essas medidas incluem ondulações (quebra-molas), chicanes, extensões da calçada e guia, rua viva, e arranjos do tipo espaço múltiplo. A cidade de Hilden, na Alemanha, atingiu uma taxa de 24% de viagens sobre duas rodas, principalmente por meio de acalmar o tráfego e o uso de zonas de 30 km/h. Por volta de 1999, os Países Baixos tinham 6000 ruas woonerven, onde ciclistas e pedestres têm prioridade legal sobre carros e onde o limite da velocidade motorizada é a velocidade do caminhar. Entretanto, alguns esquemas de acalmar o tráfego no Reino Unido e na Irlanda, particularmente envolvendo estreitamento de vias, são vistas como extremamente hostis e têm sido implicadas diretamente na morte e ferimentos de ciclistas.

#### Ruas de sentido único
Alguns ativistas vêm os sistemas de ruas de sentido único como um produto da administração de tráfego que enfoca em tentar manter os veículos motorizados em movimento independentemente dos custos sociais e associados. De outro lado, planejadores de tráfego afirmam que vias de sentido único são uma ferramenta útil para eliminar atalhos indevidos e rotas de fuga de motoristas por áreas residenciais (en: rat runs). CFI afirma que ruas de sentido único colocam em séria desvantagem aos ciclistas, pelo fato de introduzirem distâncias adicionais às viagens, retardamento e riscos associados com manobras em interseções. CFI refere-se a outras pesquisas indicativas de que em quase todos os casos é possível isentar os ciclistas das restrições das vias de sentido único. No Norte da Europa, os ciclistas têm frequentemente garantidas isenções das restrições de ruas de sentido único. Pesquisas germânicas indicam que converter ruas de sentido único em vias de dois sentidos para ciclistas resultam numa redução no número total de colisões. Também se argumenta que ciclistas em contrafluxo reduzem os riscos de certos tipos de acidentes – particularmente as chamadas “portadas”. Na Bélgica, toda rua em zona de 50 km/h é por padrão de duas mãos para ciclistas.
Na Dinamarca, um país com altos níveis de ciclismo, não são usados sistemas de vias de sentido único para aumentar o fluxo do tráfego. Alguns comentaristas argumentam que o objetivo inicial deveria ser desmanchar sistemas largos de vias de mão única como medida para acalmar e reduzir o tráfego, seguido pela provisão de acesso em duas mãos para os ciclistas em todas as ruas que permaneçam de sentido único para carros.

#### Projeto de junções
Em geral, projeto de junções que favorecem conversões em alta velocidade, costurando e mesclando movimentos por motoristas tenderão a ser hostis para os ciclistas. Características de rotatórias tais como entrada de grande curvatura, inclinação da pista e alto fluxo são associados com aumentos do risco de colisões entre carros e bicicletas. Em grandes rotatórias de projeto tipicamente usado no Reino Unido e Irlanda, os ciclistas têm uma taxa de ferimentos em acidentes que é 14 a 16 vezes daquela dos motoristas. Pesquisas indicam que excessivas linhas de visão e interseções descontroladas compõem esses efeitos. No Reino Unido, uma pesquisa com mais de 8000 altamente experientes e principalmente homens adultos membros do Cyclists Touring Club encontrou que 28% evitaram rotatórias em suas jornadas regulares dentro do possível. Defensores do ciclismo pedem modificações e tipos de junções alternativas que resolvam essas questões tais como reduzir os raios da guia nos cantos das vias, eliminar inclinações da via e substituir grandes rotatórias por interseções sinalizadas.

#### Sinais de tráfego/sistemas de controle de tráfego

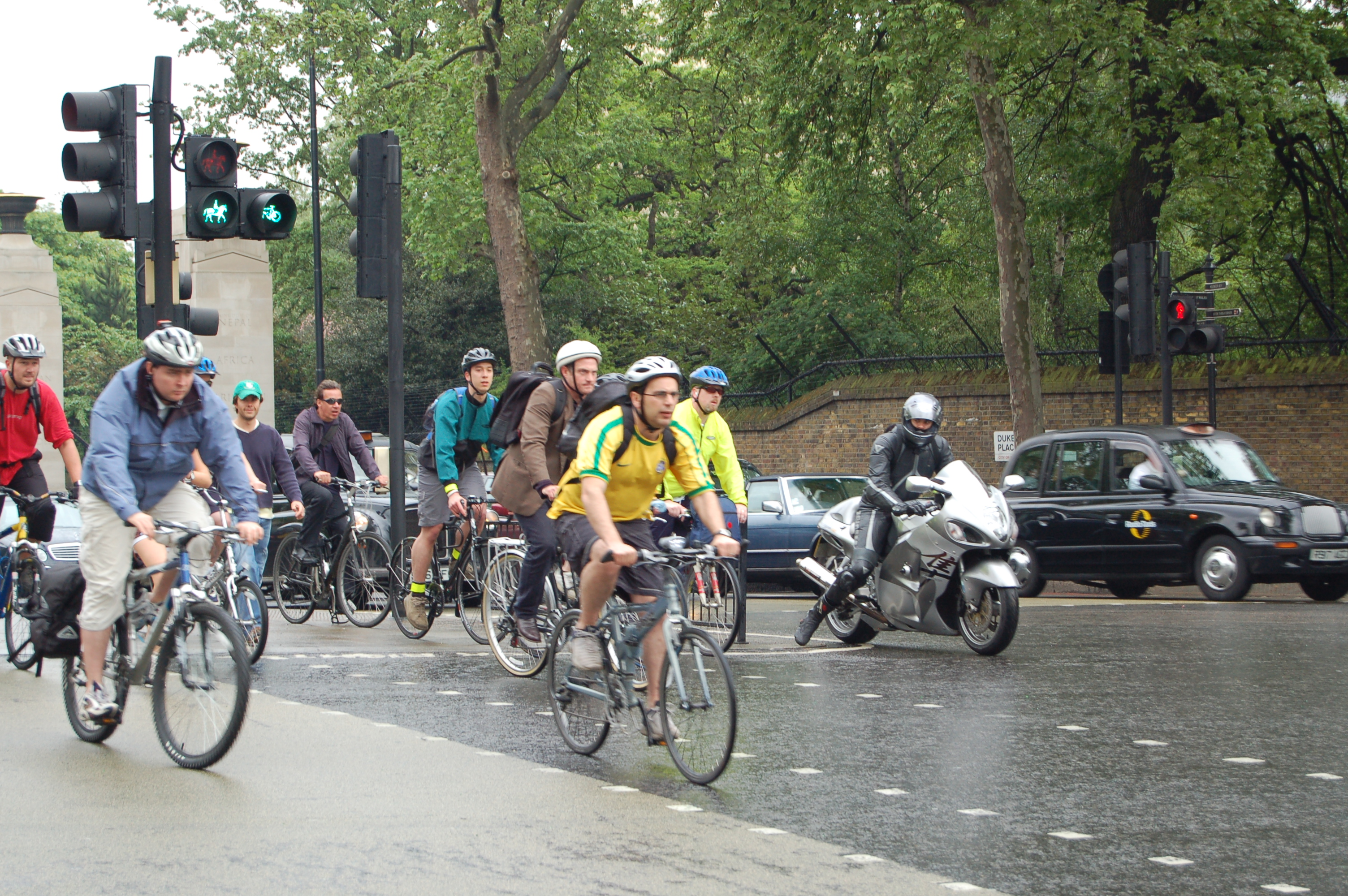
Ciclistas usam um atalho segregado através de uma interseção de alto tráfego em Londres na hora do pico

A maneira que os sinais de tráfego são projetados e implementados impacta diretamente os ciclistas. Por exemplo, onde são usados sistemas detectores de veículos para acionar mudanças de sinal, alguns podem não detectar ciclistas e precisão cuidadosamente ajustados para o fazer. Isto pode deixar ciclistas na posição de ter que passar sinal vermelho se nenhum veículo motorizado vier para acionar a mudança de sinal. Algumas cidades usam sistemas urbanos adaptativos de controle de tráfego (UTC), os quais usam os sinais de tráfego controlados para administrar o tráfego em resposta a mudanças na demanda. Há um argumento de que usar um sistema adaptativo meramente para fornecer capacidade aumentada para o tráfego motorizado privado irá simplesmente direcionar o crescimento desse tráfego. Entretanto, há mais impactos negativos diretos. Por exemplo, onde os sinais são arranjados para fornecer ondas verdes ao tráfego motorizado privado, pode-se criar ondas vermelhas para outros usuários das vias, tais como ciclistas e serviços públicos de transportes. Administradores de tráfego em Copenhagem agora adotaram tal abordagem em suas mentes e estão controlando sinais de trânsito específicos para ciclistas numa ciclofaixa arterial principal inclusive usando as linhas de retenção avançadas e ou contornos. Em alguns casos os ciclistas podem receber sinal de passagem livre ou de contorno se passarem por uma via na vizinhança.

#### Redistribuição da via carroçável
Um método para reduzir o potencial atrito entre ciclistas e veículos motorizados é prover uma guia bem larga adjacente à pista. Essas pistas extra largas aumentam a probabilidade de que os motoristas estarão habilitados a ultrapassar os ciclistas a uma distância segura sem ter que mudar de pista. Isto é particularmente importante em rotas com uma alta proporção de veículos largos como ônibus ou caminhões. Elas também fornecem mais espaço para que os ciclistas passem as filas de carros em condições de congestionamento.
Os esquemas de compartilhamento de espaço estendem este princípio pela remoção total da confiança em marcações de pista e também pela remoção da sinalização, permitindo a todos os usuários da via usar qualquer parte dela, e dando igual prioridade e responsabilidade a cada usuário pela segurança dos demais. As experiências onde estão em uso esses esquemas mostram que os motoristas, particularmente, sem serem guiados por sinais, meios-fios e marcações da via, reduzem a sua velocidade e estabelecem contato visual com os outros usuários. Os resultados de milhares de tais implementações no mundo todos mostram a redução de ocorrências e mais, mostram redução dos tempos de jornada.

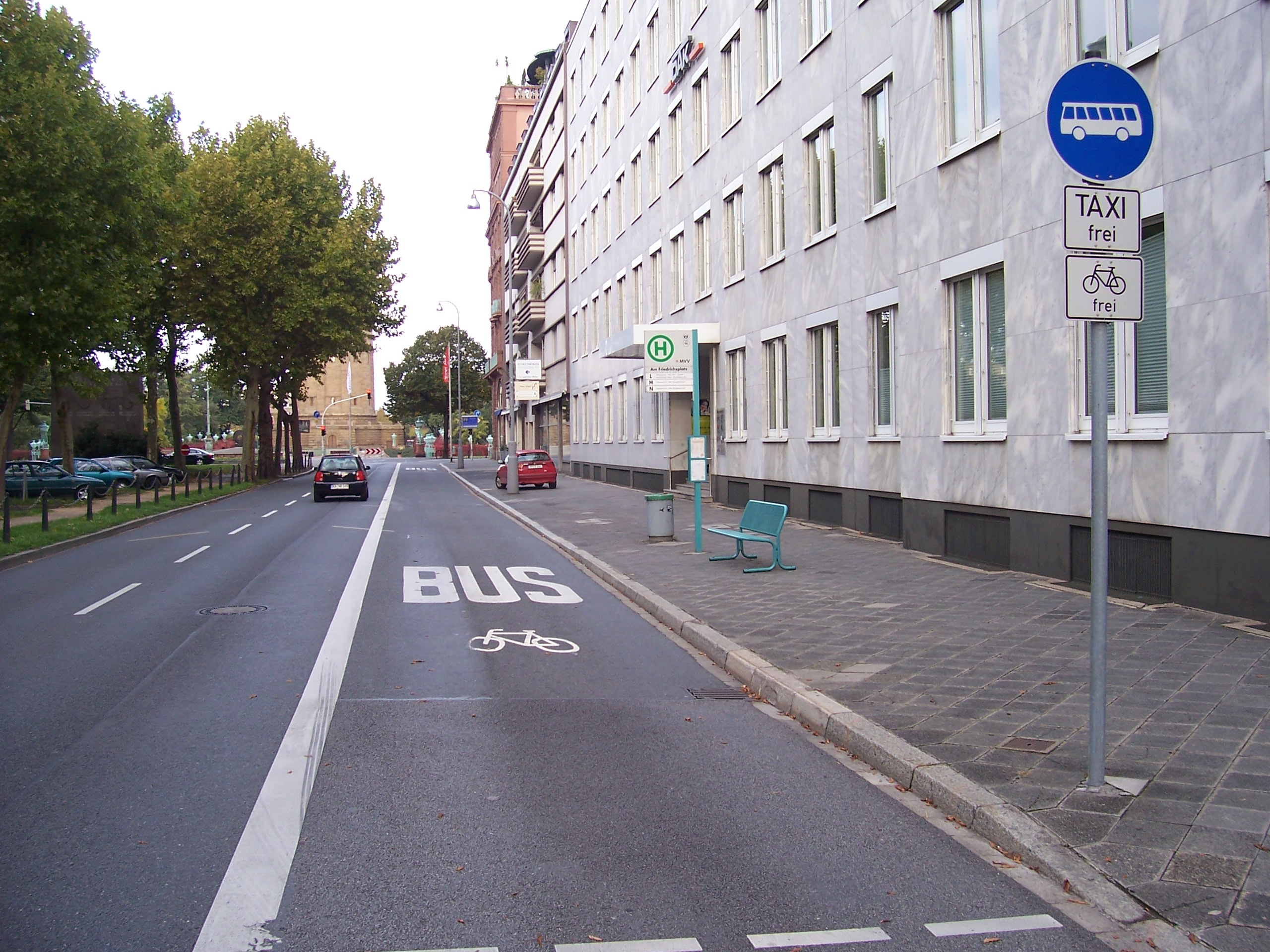
Uma faixa para ônibus e bicicletas em Manheim, Alemanha

Infra-estrutura cicloviária amistosa pede por uma faixa demarcada com largura de 4,25 m. É argumentado que, em vias não divididas, esta largura fornece aos ciclistas espaço suficiente para passar veículos de grande porte HGV enquanto é suficientemente estreita para impedir motoristas de tentar uma “dobradinha” para formar duas filas. Este efeito “dobradinha” pode estar relacionado a junções. Em locais que não são cruzamentos, maior largura pode ser preferível, se este efeito pode ser evitado. O uso de tal largura de pistas é especificamente endossado pelo documento da Comissão Europeia para promoção do ciclismo, Ciclismo: o caminho para vilas e cidades.
Faixas compartilhadas por ônibus e bicicletas são também um método largamente endossado para atender aos ciclistas. Pesquisa feita pelo Laboratório de Pesquisa em Transporte descreve ciclofaixas compartilhadas como “geralmente muito popular” entre ciclistas. Guias produzidos para Pedala Inglaterra endossam faixas de ônibus como “um caminho direto e livre de barreiras para o centro da cidade” para os ciclistas, e evitam as dificuldades associadas com outras opções tais como o uso de calçadas compartilhadas. Segundo uma enquete francesa, 42% dos ciclistas se autodescrevem como “entusiastas” de faixas compartilhadas entre ônibus e bicicletas, enquanto 33% que foram de opinião diversa e 27% contrários. Muitos ciclistas ativistas vêem essas faixas como mais atrativas do que ciclovias, enquanto outros objetam a proximidade da descarga dos ônibus.
Por volta de 2003, faixas mistas ônibus/bicicletas respondiam por 118 km dos 260 km de facilidades cicloviária em Paris. A cidade francesa de Bordô tem 40 km de faixas compartilhadas ônibus/bicicletas. É relatado que na cidade de Bristol, um corredor experimental de prioridade de ônibus, onde o espaço da via foi realocado ao longo de 14 km de extensão também resultou em mais espaço para ciclistas e teve o efeito de aumentar o uso da bicicleta. O efeito inverso também tem sido sugerido, uma revisão levada a efeito em Londres de que os níveis de ciclismo caíram através da ponte Kew em seguida à remoção da faixa de ônibus - isto a despeito de um aumento geral do nível de ciclismo na cidade. Adicionalmente, politicamente falando, é mais fácil defender a constituição de orçamento para a pista compartilhada do que para faixa de ônibus e ciclovia separadamente. Em alguns exemplos, propostas de pistas para ônibus receberam veemente oposição de representantes de ciclistas – um tema típico é a percepção da geração de conflito devido ao estreitamento das demais pistas compartilhadas por carros e ciclistas para aumentar o espaço para os ônibus. O relatório TRL diz que ciclistas e motoristas de ônibus tendem a ter baixas opiniões uns dos outros. Há relatórios em Dublin de conflito entre os ciclistas que escolhem circular na faixa de ônibus e os motoristas de ônibus cujas expectativas aparentemente eram de que os ciclistas usariam ciclofaixas adjacentes. Em outras cidades os arranjos parecem trabalhar com sucesso com as empresas de ônibus e os grupos de ciclistas tomando passos ativos para assegurar que o entendimento entre os dois grupos de usuários da via é sempre melhorado.

#### Ciclofaixas e ciclovias
O uso de vias segregadas para ciclismo, tais como ciclofaixas e ciclovias, é defendido como um meio de promover o ciclismo utilitário. Ruas ou caminhos que são abertos para ciclistas mas não para motoristas podem beneficiar os ciclistas onde lhes propiciarem caminhos mais convenientes do que a rede comum de vias, ou lhes ajudarem a superar alguns obstáculos específicos. Exemplos disso incluem rotas em locais para pedestres etc. Entretanto, o uso de tais dispositivos ao lado ou dentre ruas existentes é altamente controverso tanto em termos de segurança como de promoção do ciclismo. Em termos de segurança, ciclofaixas ou rotas ciclisticas separadas podem diminuir seriamente a segurança se projetadas inadequadamente ou situarem-se em localizações inapropriadas. Conquanto seja possível usar vias separadas para promover o ciclismo, também é possível usá-las para o objetivo oposto: para retirar a prioridade dos ciclistas e aplicá-la aos motoristas. Então, pode-se afirmar que o uso e os efeitos potenciais de vias segregadas para ciclistas não podem ser vistos isoladamente do projeto sublinhado, da administração e filosofias legais que governam a infra-estrutura de transporte como um todo. Assim, não é possível afirmar que as vias segregadas sejam sempre benéficas para o ciclismo utilitário. É preciso examinar as regras aplicadas localmente e as políticas praticadas efetivamente. Por exemplo, fazer uma ciclovia na calçada mas construi-la de modo que a prioridade de passagem continue sendo dos automóveis (rebaixando o nível da ciclovia ao nível da rua numa interseção, por exemplo; se a prioridade fosse da ciclovia, seria mantido o nível desta, de modo a criar na rua uma elevação como um obstáculo à velocidade maior do automóvel). Numa situação como essa, fica claro que o objetivo da segregação é remover a bicicleta da rua, como se esta atrapalhasse o "trânsito".

### Facilidades no destino

#### Estacionamento de bicicletas/arranjos de armazenagem

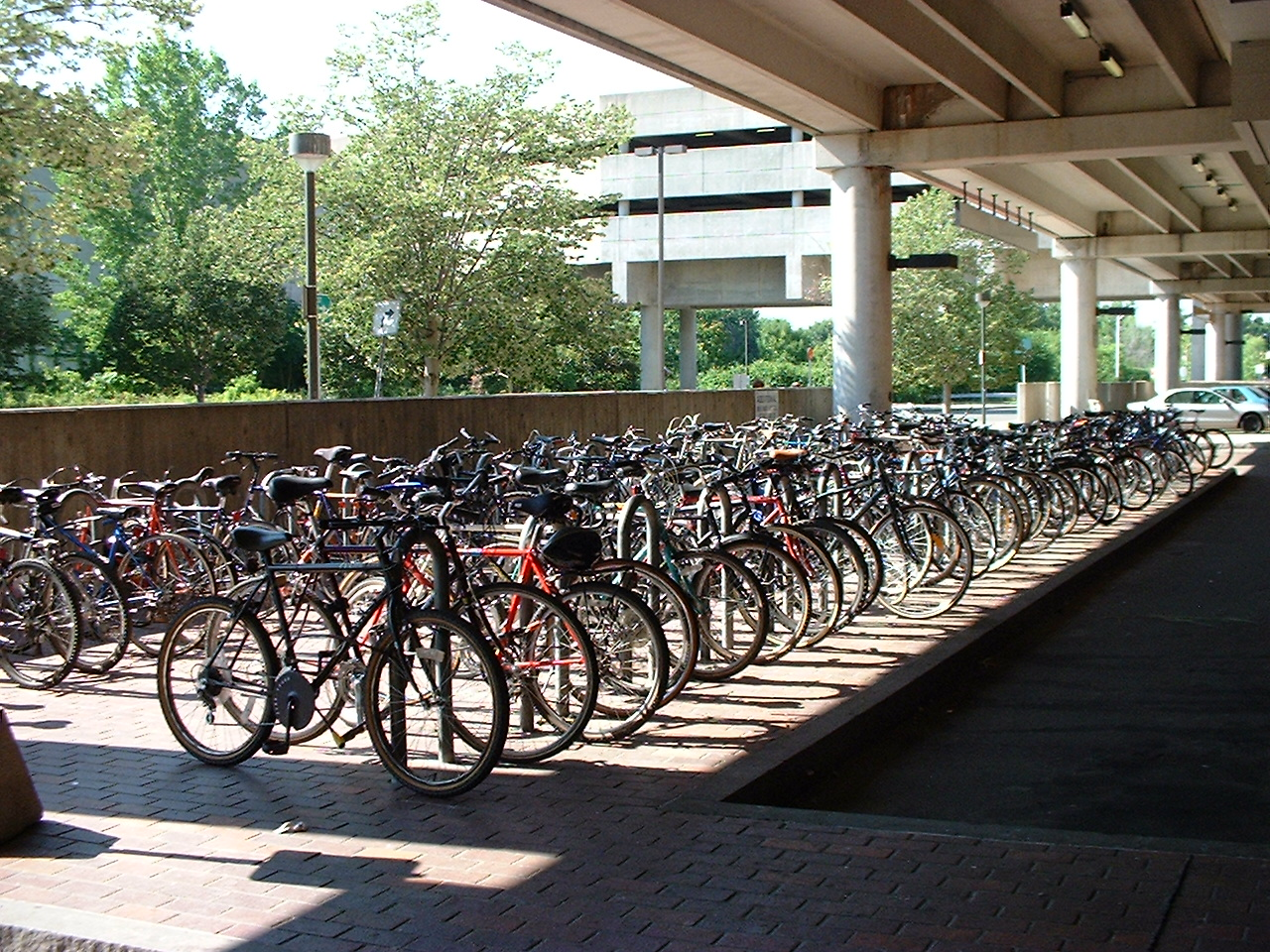
Estacionamento de bicicletas na estação de metrô em Cambridge, Massachusetts, localizado na interseção de 3 ciclovias

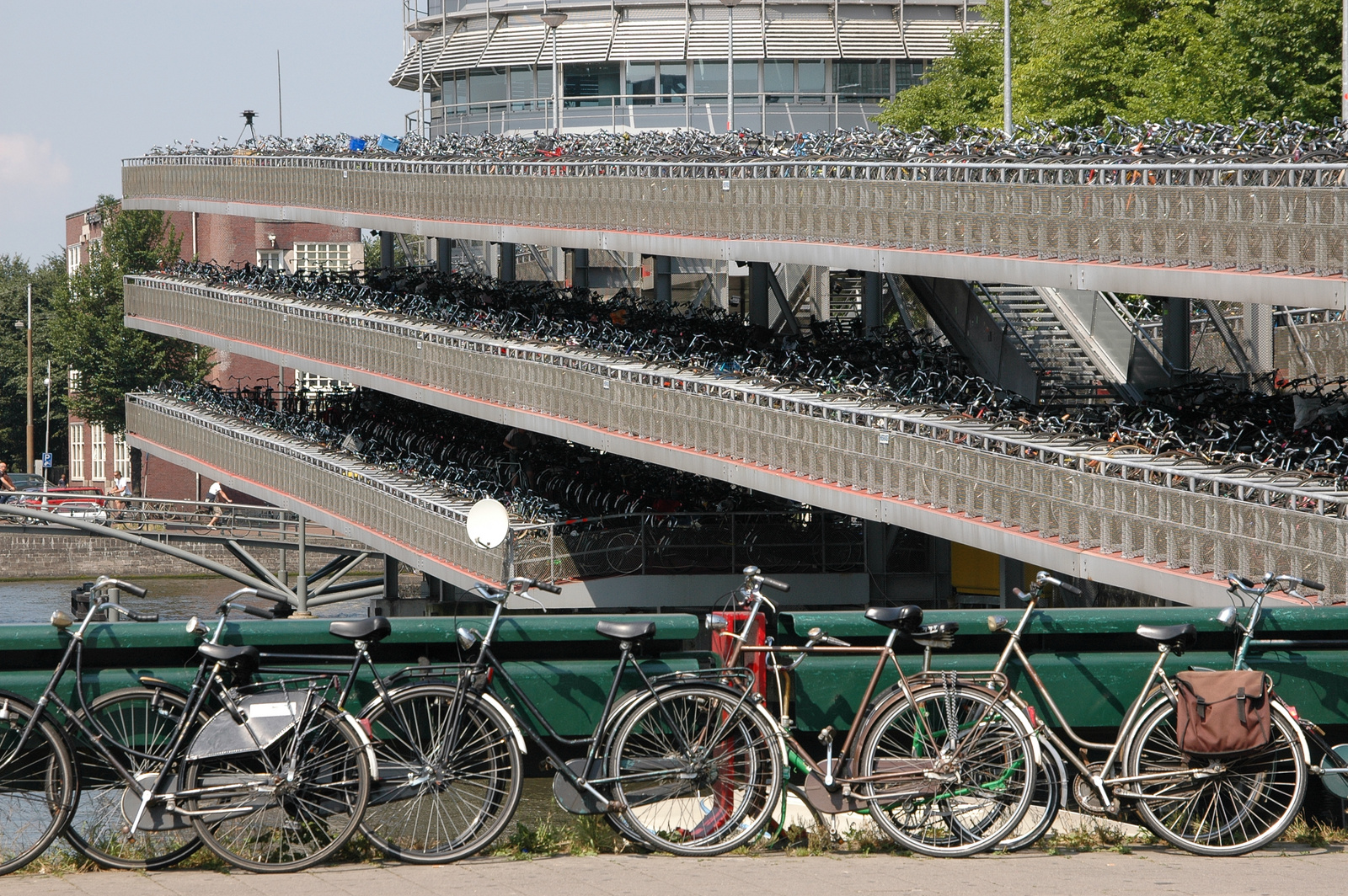
Estacionamento de bicicletas em Amsterdam

Estacionamento seguro é defendido como um fator de influência essencial na decisão de usar a bicicleta. Para ser considerado seguro, o estacionamento deve ter características apropriadas: permitir que a bicicleta seja trancada pelo quadro estrutural. Adicionalmente, o estacionamento tem que ser localizado num lugar facilmente observável, possibilitando a chamada segurança passiva pelos passantes. Proteção contra intempéries é também desejável. Como regra, onde o ciclismo está sendo incentivado como uma alternativa ao transporte motorizado, são feitos esforços para tornar o estacionamento de bicicletas mais conveniente e atrativo de usar do que os estacionamentos equivalentes para carros. Isto geralmente significa haver uma larga distribuição de vagas bem visíveis e sinalizadas, tão próximas dos acessos de destino quanto possível.
Conversamente, em destinos particulares, ou em culturas, onde o ciclismo não é bem recebido ou é visto como uma atividade inapropriada, o estacionamento de bicicletas pode simplesmente não ser disponível ou então deliberadamente ser posicionado em lugar inadequado, longe da vista do usuário e longe do público Em tais situações culturais, os ciclistas podem até ser proibidos expressamente de estacionar suas bicicletas nos locais mais óbvios e convenientes. Em abril de 2007, as autoridades da Universidade da Califórnia começaram a confiscar bicicletas não estacionadas no lugar oficial do campus de Santa Bárbara, alegadamente inconveniente

#### Outras facilidades no destino
Algumas pessoas precisam usar roupas especiais tais como ternos de negócios ou uniformes em seus trabalhos diários. Em alguns casos a natureza da infra-estrutura e as condições climáticas predominantes podem tornar muito difícil pedalar e manter a roupa em condições apresentáveis. Nesses casos os trabalhadores devem ser estimulados fornecendo-se armários, vestiários e banheiro onde eles possam trocar de roupa antes de iniciar o trabalho.

### Medidas ativas de redução de roubos
O roubo de bicicletas é um dos maiores problemas que retardam o desenvolvimento do ciclismo urbano. O roubo de bicicletas desencoraja os ciclistas regulares de comprarem novas bicicletas, bem como as pessoas que poderiam investir numa bicicleta.
Muitas medidas podem ajudar a reduzir o roubo de bicicletas:
- esclarecer aos ciclistas sobre o uso efetivo de dispositivos anti-roubo
- difundir dispositivos de rastreamento remoto de localização da bicicleta
- registro de bicicletas para permitir sua recuperação em caso de roubo
- identificar os ladrões de bicicletas
- montar operações para capturar ladrões
- usar bicicletas dobráveis que possam ser guardadas no sanitário ou sob a mesa.

Certos países europeus aplicam tais medidas com sucesso, tal como a Holanda ou certas cidades alemãs, usando registro e recuperação. Desde meados de 2004, a França instituiu um sistema de registro, em alguns lugares permitindo o registro de bicicletas roubadas por associações de ciclistas urbanos. Esta abordagem claramente possibilitou um aumento do índice de recuperação de bicicletas para mais de 40%. Em comparação, antes do sistema de registro a taxa de recuperação era em torno de 2%.

### Integração com outros meios de transportes

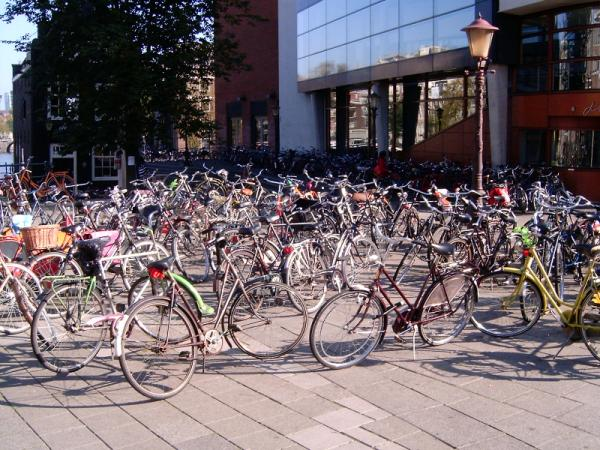
Bicicletas nos Países Baixos

O ciclismo pode ser integrado com sucesso com outras modalidades de transporte. Por exemplo, nos Países Baixos e na Dinamarca um grande número de jornadas de trens começam na bicicleta. Em 1991, 44% dos viajantes neerlandeses de trem foram para a estação local de trem em bicicleta e 14% usavam a bicicleta nos seus destinos.
Os principais ingredientes para esta integração podem ser:
- um serviço de trem eficiente, atrativo e disponível
- estacionamentos seguros nas estações de trem
- uma política de planejamento urbano que resulte numa proporção razoável da população morar e trabalhar a uma distância ciclável das estações.

Tem sido questionado em relação a esse aspecto da política holandesa ou dinarquesa exigir investimentos constantes nos serviços de trem como vital para a manutenção dos níveis de uso da bicicleta. Um caso de sucesso geralmente esquecido é a integração do ciclismo utilitário com o transporte público no Japão. Começando em 1978, o Japão expandiu o estacionamento de bicicletas nas estações de 598.000 espaços em 1977 para 2.382.000 espaços em 1987. Em 1987, as provisões japonesas incluíam 516 garagens multi-estocagem para estacionamento de bicicletas. Em janeiro de 2007, o parlamento europeu adotou uma moção decretando que todo trem internacional tem que carregar bicicletas. Em algumas cidades, as bicicletas também podem ser carregadas em trens locais, bondes ou ônibus e podem ser usadas nas duas pontas da viagem. A companhia de transporte de Rheinbahn em Dusseldorf permite carregar bicicletas em todos os seus ônibus, bondes e trens a qualquer hora do dia. Na França, os prestigiados trens de alta velocidade estão tendo alguns de seus vagões de primeira classe convertidos para armazenar bicicletas. Também há esquemas, tais como em Vitória, na Colúmbia Britânica, e Acádia, que permitem transporte de bicicletas em ônibus usando suportes externos. Em Edmonton, Alberta, Canadá, 3 rotas de ônibus têm carregadores externos para bicicletas. Todos os ônibus de transporte público em Chicago e subúrbios permitem até duas bicicletas a qualquer hora. Trens permitem bicicletas com alguma restrição. Onde tais serviços não são disponíveis, alguns ciclistas contornam essa restrição usando bicicletas dobráveis que podem ser carregadas dentro do ônibus ou trem como uma bagagem.
Entretanto, há fortes variações culturais em como o ciclismo é tratado em tais situações. Por exemplo, a cidade universitária irlandesa de Galway o estacionamento seguro de bicicletas é proibido nas dependências da estação central de trem. Ao mesmo tempo, são concedidos descontos para o estacionamento de carros aos portadores de tíquete de trem.

### Marketing: A imagem pública do ciclismo
Uma percepção individual do ciclismo e e as expectativas de como eles podem ser percebidos se forem vistos pedalando pode afetar as suas decisões para usar a bicicleta ou não. Logo, o ciclismo deve ser posto positivamente pelos interesses que o desejam promover. Alternativamente, outros interesses podem buscar prejudicar essa imagem por suas próprias finalidades. Interesses da indústria automobilística e beneficiários podem buscar depreciar o ciclista como uma tentativa de melhorar seu próprio status como motoristas. Como em outras áreas de competição o conflito de marketing ou propaganda toma lugar entre as partes.

#### Marketing positivo do ciclismo
Dois temas predominam na promoção do ciclismo: 1) os benefícios para o ciclista e 2) os benef´cios para a sociedade e para o ambiente se mais pessoas escolherem pedalar. Os benefícios para o ciclista tendem a enfocar questões como o ganho de tempo em relação ao congestionamento de carros e benefícios para a saúde que os ciclistas obtêm através do exercício regular. Os benefícios sociais enfocam em questões do ambiente e saúde pública. Mensagens promocionais e táticas podem incluir:
- economia financeira em transporte
- o deslocamento por bicicleta pode ser o modo mais rápido de deslocamento na cidade nos horários de pico.
- assegurar o melhor uso do espaço urbano disponível, durante a viagem e também durante estacionamento, reduzindo portanto o congestionamento nas vias.
- redução do risco de doenças cardiovasculares (quando praticado por mais de quinze minutos por dia a um ritmo moderado) e portanto melhora a saúde individual e pública
- usar o ciclismo para combater a crise de obesidade encarada por mais e mais países
- as economias financeiras pela melhoria da saúde geral
- relembrar as pessoas das vantagens em termos de saúde e da efetividade do uso da bicicleta
- fazer mapas de rotas que podem ser feitas de bicicleta
- redução das emissões potencialmente perigosas devido à redução do número de pessoas conduzindo veículos motorizados
- redução da demanda por combustíveis derivados do petróleo
- o efeito de melhorar a segurança do ciclista pelo aumento do número de ciclistas
- Diversão!

#### Marketing negativo do ciclismo utilitário
Muitos interesses podem desenhar uma imagem negativa do ciclismo utilitário nas vias públicas por múltiplas razões. Alguns governos, desejando promover o uso do carro privado, têm organizado e fundado publicidade formulada para desincentivar o ciclismo utilitário nas ruas. Organizações oficiais de segurança nas estradas têm sido acusadas de distribuir literatura que enfatiza o perigo de circular de bicicleta em ruas enquanto se omitem em questões de orientação atitudinal entre os motoristas de veículos automotores que são a principal fonte de risco. Algumas autoridade de segurança no trânsito têm sido acusadas de uma política deliberada de desincentivo ao ciclismo como meio de melhorar as estatísticas de ocorrências. Em 2003, oficiais da polícia de Shanghai divulgaram documentos acusando os ciclistas como causadores da pane geral ("gridlock") na cidade e promoção de planos para banir os ciclistas das ruas da cidade. Começando nos anos 1970, as autoridades na cidade de Jacarta declararam “guerra ao ciclo riquixá, acusando-o pelos congestionamentos de tráfego entre outras coisas.
Os esforços de marketing da indústria de carros frequentemente tenta associar o uso do carro com a ascensão do status social. O outro lado dessa tática implica esforços para depreciar modos alternativos de transporte, tais como o ciclismo, como um indicador de reduzido status social e ou pobreza. Observadores em algumas culturas concentradas em carros têm notado uma tendência para perceber ou retratar pessoas que usam bicicletas como membros de grupos excluídos, com conotações negativas atribuídas. As atitudes demonstradas têm sido caracterizadas como semelhantes às atitudes racistas contra minorias étnicas. Em tais culturas, tais atitudes são demonstradas em ataques contra os ciclistas na mídia. Temas comuns incluem descrições generalizadas dos ciclistas como um grupo que não paga impostos, que infringe as leis e que não tem nenhum ou reduzido direito a usar as vias públicas.
Mais controvertidamente, imagens negativas também podem ser promovidas por pessoas que dizem representar o interesse dos ciclistas. Promotores do uso de capacetes podem buscar ridicularizar ciclistas que preferem não usá-los, e são frequentemente acusados de superestimar e exagerar significativamente tanto o risco a que se expõe o ciclista quanto os benefícios protetores dos capacetes.

## Bike Price
- Paul Niquette (1985). A Certain Bicyclist: An Offbeat Guide to the Post-Petroleum Age. [S.l.]: Seven Palms Press. ISBN 0-912593-04-0